# Monument aux pionniers coloniaux de la commune d'Ixelles
Le Monument aux pionniers coloniaux d'Ixelles est un monument commémoratif situé à Ixelles, une commune de la Région de Bruxelles-Capitale, en Belgique.

## Localisation
Le monument se dresse sur le square de la Croix-Rouge, au sud des étangs d'Ixelles, un square situé face au domaine de l'abbaye de La Cambre, à l'intersection des avenues du Général de Gaulle, des Klauwaerts, Géo Bernier et Émile Duray ainsi que des rues du Monastère, de l'Aurore et du Levant,.

## Historique
Signé par le sculpteur Marcel Rau (1886-1966) et l'architecte Alphonse Boelens, le monument a été élevé en 1933 à la mémoire des civils ixellois qui prirent part à l'expansion coloniale entre 1876 et 1908 dans le cadre de l'État indépendant du Congo du roi des Belges Léopold II,,,,,,.
Le monument a été inauguré le 8 octobre 1933.

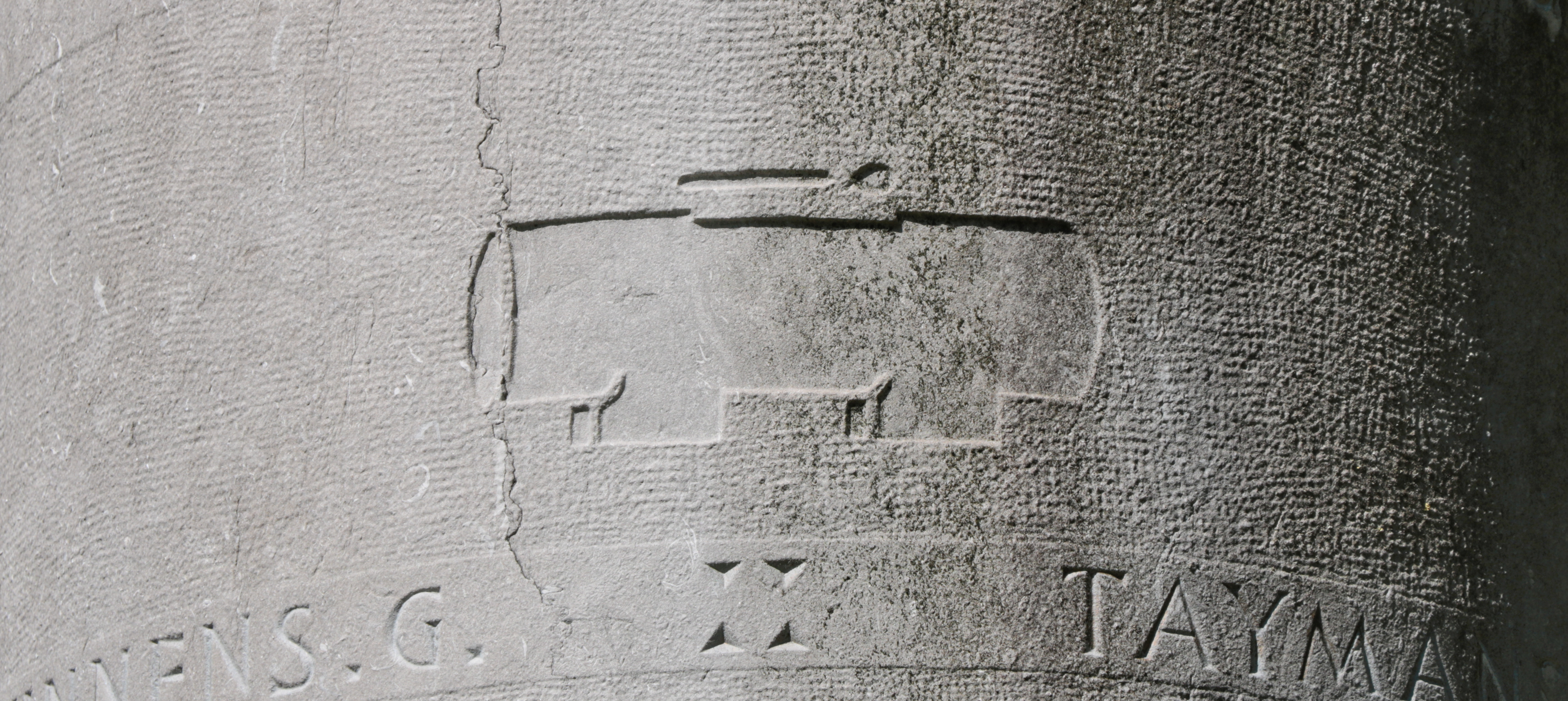
Tambour à fente.

## Description
Caché dans un massif, le monument est une colonne en pierre bleue surmontée d'une sculpture en ronde-bosse figurant la tête aux lignes épurées d'une femme de l'ethnie des Mangbetu,,.
La main de la femme tient l'étoile du Congo en bronze doré contre son cou.
Le monument porte une inscription gravée dans le haut de la colonne: Ixelles à ses pionniers coloniaux. Les noms des pionniers coloniaux sont gravés sur le fût de la colonne, qui est orné également d'un bas-relief figurant un arbre africain encadré des dates « 1876 - 1908 » ainsi que de silhouettes d'animaux (éléphant, rhinocéros) ou de symboles comme un tambour à fente.

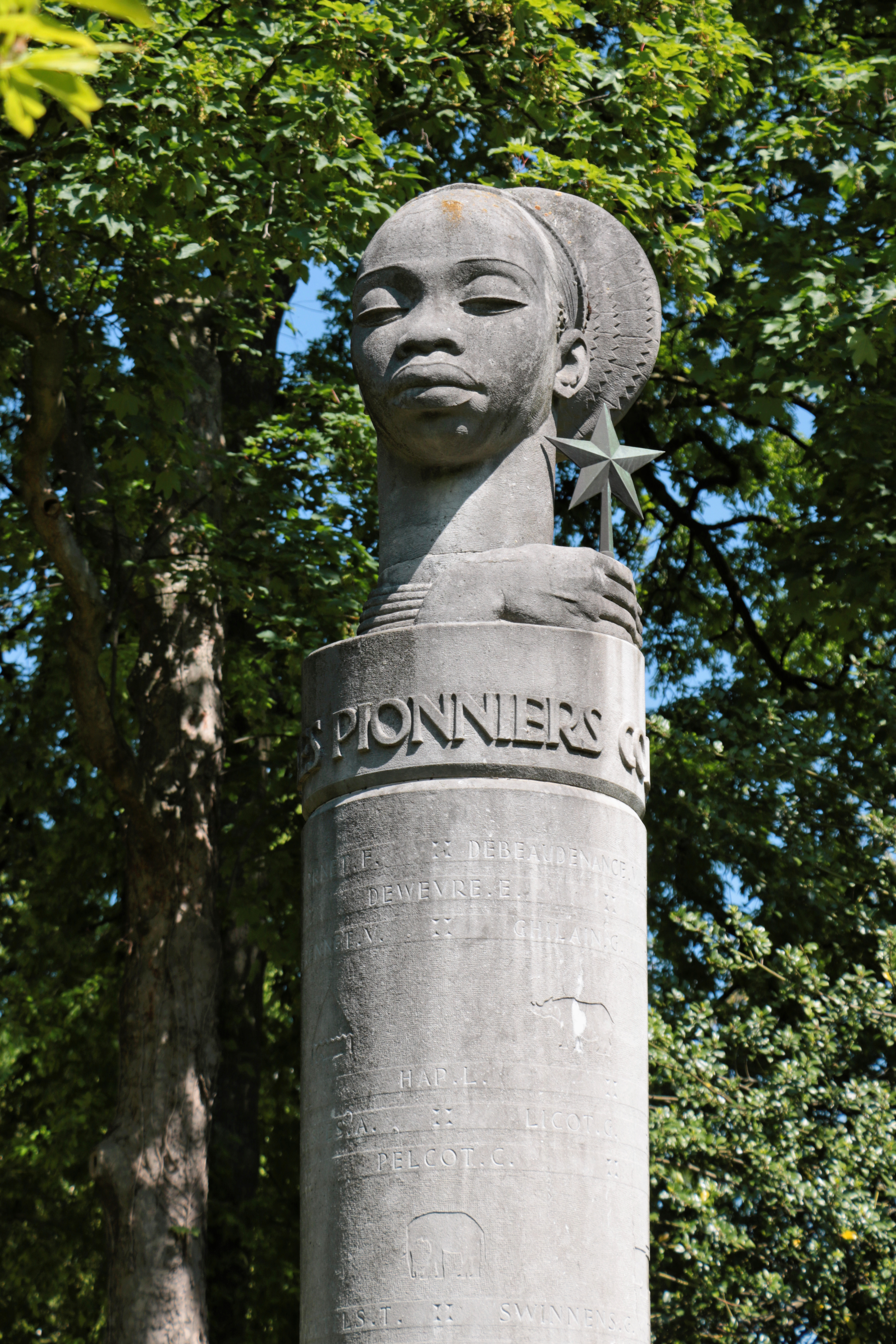
Le sommet de la colonne.
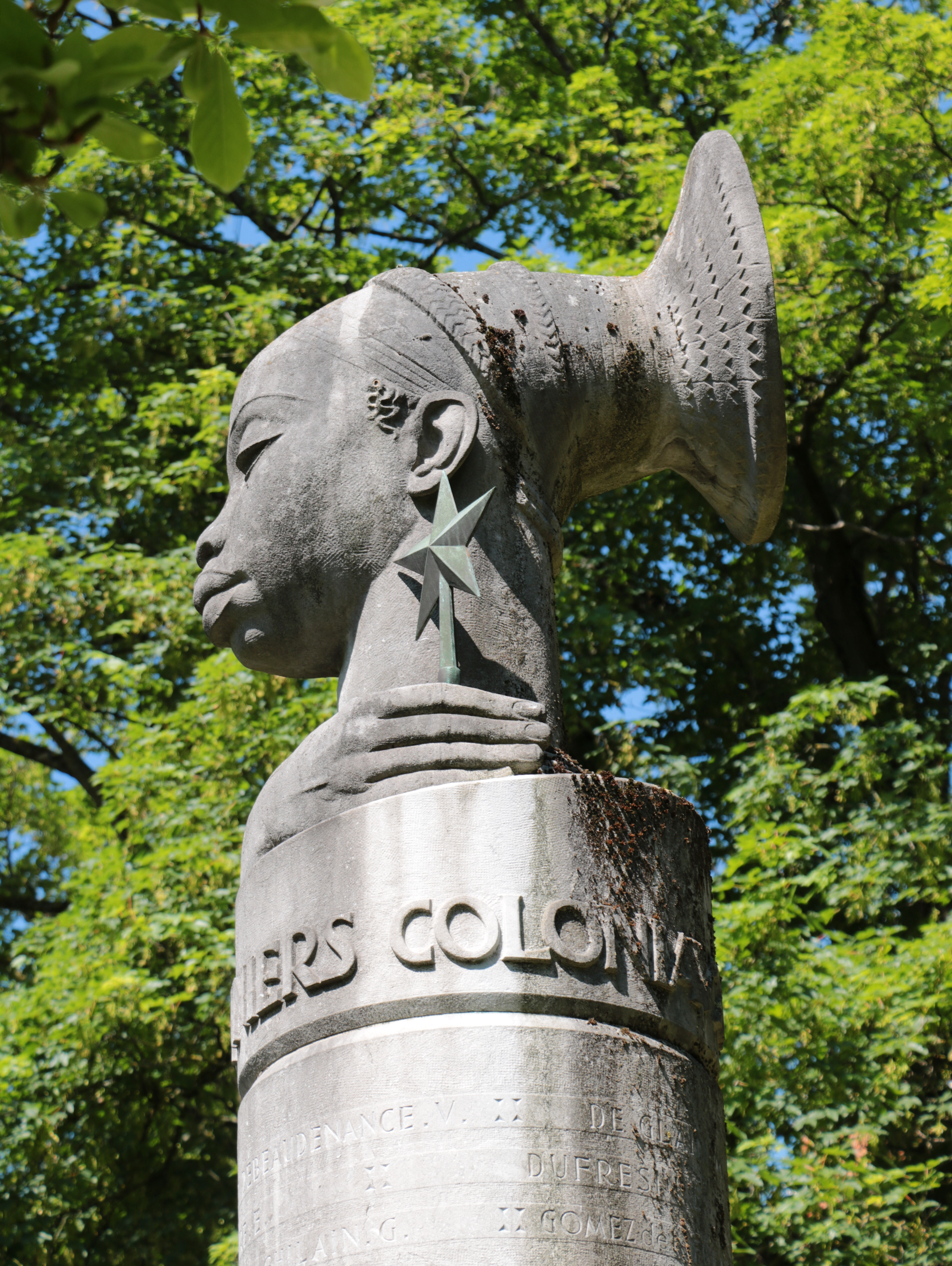
La tête de femme et l'étoile.
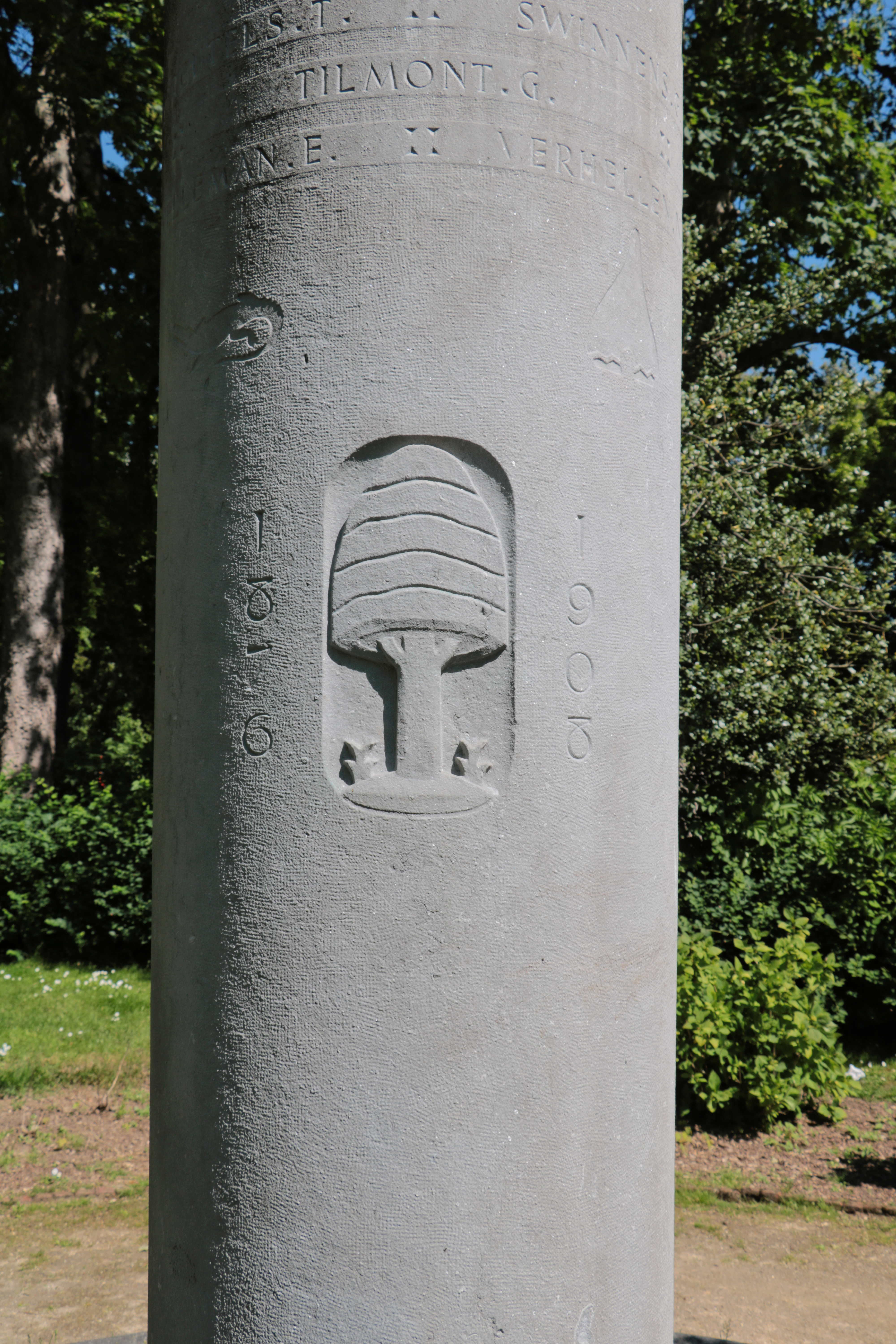
L'arbre.